# کشتی‌گیر آمریکایی: جادوگر
کشتی‌گیر آمریکایی: جادوگر (انگلیسی: American Wrestler: The Wizard) فیلم زندگی‌نامه‌ای ورزشی محصول سال ۲۰۱۶ آمریکا به کارگردانی آلکس راناری ولو است.